# فینال جام باشگاه‌های آسیا ۱۹۹۱
دیدار نهایی جام باشگاه‌های آسیا ۱۹۹۱ بازی نهایی یازدهمین دوره جام باشگاه‌های آسیا است که در تاریخ ۲۲ دسامبر ۱۹۹۱ در دوحه قطر بین دو تیم استقلال ایران و الهلال عربستان در جام باشگاه‌های آسیا ۱۹۹۱ برگزار شد.
این دیدار در وقت‌های قانونی و اضافه با نتیجه ۱-۱ مساوی به پایان رسید. گل تیم استقلال را امیر هاشمی‌مقدم در دقیقه ۵۸ و گل تیم الهلال را حسین الحبشی در دقیقه ۷۳ به ثمر رساند. بازی با همین نتیجه در وقت‌های قانونی به پایان رسید و بعد از ۳۰ دقیقه وقت اضافی نیز گلی رد و بدل نشد و در ضربات پنالتی تیم الهلال ۴-۳ پیروز شد و برای نخستین بار عنوان قهرمانی جام باشگاه‌های آسیا را به دست آورد.

## جزئیات فینال
| الهلال                                                                         | ۱ – ۱ (وقت اضافه) | استقلال                                                       |
| ------------------------------------------------------------------------------ | ----------------- | ------------------------------------------------------------- |
| الحبشی ۷۲' · شماره ۱۳ الهلال '۳۹ · یوسف جازع '۵۸ · ؟ '۶۹ · شماره ۲۰ الهلال '۶۳ |                   | هاشمی‌مقدم ۵۸' · بیانی '۱۴ · ورمزیار · حسن‌زاده · موسوی‌نیا '۱۱۰ |
| ضربات پنالتی                                                                   |                   |                                                               |
| حسن الحبشی · یوسف الثنیان · یوسف جازع · منصور الاحمد                           | ۳–۲               | حسن‌زاده · ورمزیار · فنونی‌زاده · مرفاوی · سرخاب                |

| الهلال:      |               |     |
|              |               |     |
| ۱            | خالد الداعیل  |     |
| ۱۶           | حسن الحبشی    |     |
| ۱۳           | عربستان سعودی |     |
| ۲            | یوسف الجاسم   |     |
| ۴            | منصور الاحمد  |     |
| ۱۱           | سعد المبارک   |     |
| ۸            | خالد التیماوی | '۶۵ |
| ۱۵           | یوسف الثنیان  |     |
| ۷            | یوسف جازع     |     |
| ۳            | حسن           |     |
| ۱۴           | عربستان سعودی | '۷۲ |
| تعویضی‌ها:    |               |     |
| ۱۷           | شارح الصالح   | '۶۵ |
| ۱۲           | سعد الغشیان   | '۷۲ |
| سرمربی:      |               |     |
| ادسون تابارز |               |     |

| استقلال:       |                  |      |
|                |                  |      |
| ۱              | احمدرضا عابدزاده |      |
| ۵              | شاهین بیانی (ک)  |      |
| ۲۰             | فرشاد فلاحت‌زاده  |      |
| ۴              | رضا حسن‌زاده      |      |
| ۱۶             | صادق ورمزیار     |      |
| ۶              | مهدی فنونی‌زاده   |      |
| ۸              | مهدی ابطحی       | '۹۰  |
| ۱۵             | امیر موسوی‌نیا    |      |
| ۹              | عباس سرخاب       |      |
| ۱۹             | امیر هاشمی‌مقدم   | '۱۰۴ |
| ۱۲             | صمد مرفاوی       |      |
| تعویضی‌ها:      |                  |      |
| ۱۷             | عبدالعلی چنگیز   | '۹۰  |
| ۱۴             | غلامرضا نعلچگر   | '۱۰۴ |
| سرمربی:        |                  |      |
| منصور پورحیدری |                  |      |

| مقامات رسمی مسابقه - کمک داورها: - کیم (کره‌جنوبی) - صالح (لبنان) | قوانین بازی - ۹۰ دقیقه - ۳۰ دقیقه وقت اضافه - ضربات پنالتی بعد از پایان وقت قانونی - ۳ تعویض برای هر تیم |